# Canon EOS 100D
La Canon EOS 100D és una càmera rèflex digital compacta de 18 megapíxels que ofereix la possibilitat de realitzar fotografia i vídeo, compta amb un visor òptic i controls intuïtius en la pantalla tàctil.

## Característiques
- Fotografies d'alta qualitat i baix nivell de soroll.
- Realitza fotos de 18 megapíxels i vídeos d'alta definició.
- Incorpora un visor òptic i controls eficaços.
- Pantalla tàctil de 3".
- Fotografies de forma ràpida i senzilla amb els modes d'escenes automàtic intel·ligent.

## Descripció
L'EOS 100D és una càmera reflex digital d'una grandària força compacta. La càmera pot realitzar fotos de 18 megapíxels i vídeos Full-HD i té un rendiment alt fins i tot amb poca llum: la sensibilitat ISO màxima de 12.800 (ampliable a ISO 25.600) permet obtenir imatges amb un baix nivell de soroll.
Les composicions fotogràfiques es poden veure amb el visor òptic, o amb la pantalla tàctil LCD Clear View II de 7,7 cm (3,0").
.40 000 punts i format 3: 2 per controlar la càmera. Navega pels menús, torna a veure les teves fotos i fins i tot enfoca i fotografia tot tocant, lliscar i pessigar la pantalla.
La tecnologia de modes d'Escenes Automàtic Intel·ligent de Canon analitza cada escena i estableix els ajustos més adequats de la càmera automàticament. I, a mesura que l'usuari avança en el món de la fotografia, la guia de funcions integrada mostra com treure-li el màxim partit a la càmera.
Grava vídeos amb resolució Full-HD (1080p). En aquest mode es pot controlar l'exposició, l'enfocament, el so i molt més. El mode vídeo snapshot pot captar seqüències de vídeo editables a la càmera. El sensor AF CMOS Híbrid II proporciona un enfocament continu quan es fan fotografies, una bona característica per mantenir enfocats els motius en moviment.
Fa un seguiment dels subjectes en moviment a 4 fps i amb nou punts AF per enfocar de forma àgil i precisa, fins i tot quan els motius no estiguin centrats.
Consta de filtres creatius amb diferents efectes. Quan s'usen els efecte extra es pot captar una mateixa imatge amb filtres o sense de forma simultània. Es poden escollir entre efectes com blanc i negre granulat, càmera de joguina, miniatura i molts més, i tenir una vista prèvia de cada filtre abans de disparar.
En el moment de la seva presentació aquesta càmera estava entre les tres primeres millors càmeres de Canon per aficionats. La primera era la EOS 700D, la segona la EOS 750D i la següent la EOS 100D.